# Meandry Chřibské Kamenice
Meandry Chřibské Kamenice je přírodní památka poblíž obce Jetřichovice v okrese Děčín v Ústeckém kraji. Chráněné území je v péči Správy Národního parku České Švýcarsko.

## Předmět ochrany
Důvodem ochrany je meandrující tok Chřibské Kamenice a potoční niva tohoto toku mezi obcemi Všemily a Srbská Kamenice – ochrana procesů samovolného vývoje toku a zachování typické ukázky erozního působení vodního toku s doprovodnou zelení, mokřadními biotopy a lučními porosty; obnažené kolmé břehy, ploché písčité břehy; útočiště řady rostlinných a živočišných druhů